# Tổ chức Thế giới chống Tra tấn
Tổ chức Thế giới chống Tra tấn (tiếng Anh: World Organisation Against Torture, tiếng Pháp: Organisation Mondiale Contre la Torture) được thành lập năm 1986, trụ sở tại Genève, Thụy Sĩ, là một Liên minh các tổ chức phi chính phủ lớn nhất thế giới đấu tranh chống việc "Giam giữ tùy tiện" (arbitrary detention), tra tấn, "hành quyết mà  không xét xử hoặc xét xử trình diễn" (summary execution), "giết người mà không đưa ra tòa án xét xử" (extrajudicial killing), "Mất tích do bị cưỡng bách" (forced disappearance) và các hình thức bạo lực khác.
Mạng lưới toàn cầu của tổ chức này gồm gần 300 tổ chức địa phương, vùng, và quốc gia, cùng chia sẻ mục tiêu là thủ tiêu việc tra tấn và khuyến khích sự tôn trọng nhân quyền cho mọi người.
Chương trình "Ngăn ngừa tra tấn" của tổ chức này giúp các thành viên ngăn ngừa và báo cáo việc tra tấn bằng cách tăng cường khả năng của các tổ chức thông qua mạng tra tấn-SOS, để sử dụng các bộ máy nhân quyền của Liên Hợp Quốc.
Chương trình này nộp báo cáo thay thế cho Ủy ban Liên Hợp Quốc, phối hợp với các tổ chức phi chính phủ địa phương, cung cấp hỗ trợ cho các cá nhân, tổ chức muốn thách thức các việc tra tấn tại các diễn đàn pháp lý quốc tế và xuất bản một bản hướng dẫn thực hành về các cơ chế thông thường của khu vực và quốc tế liên quan đến tra tấn. Tổ chức này cũng đưa các vấn đề phụ nữ và trẻ em vào cơ chế nhân quyền của LHQ.
Ngày 4.10.2007, cựu Tổng Thư ký Liên Hợp Quốc Kofi Annan trở tthành chủ tịch mới của Quỹ hỗ trợ Tổ chức Thế giới chống Tra tấn.

## Các hoạt động
Tổ chức Thế giới chống Tra tấn đóng góp vào các hoạt động của Liên Hợp Quốc thông qua 3 hoạt động chính:

### Báo cáo
Tổ chức nộp báo cáo thay thế cho Ủy ban chống tra tấn (CAT),  Ủy ban Nhân quyền (HRC) và  Ủy ban quyền của Trẻ em (CRC) của Liên Hợp Quốc, làm việc với các tổ chức phi chính phủ địa phương.
Hoạt động báo cáo được thiết kế để khuyến khích các tổ chức phi chính phủ cấp quốc gia báo cáo về các vụ tra tấn và theo dõi các báo cáo về tra tấn thông qua:
- sự tham gia của các tổ chức phi chính phủ địa phương trong việc soạn thảo các báo cáo thay thế và chủ động đưa cả các tổ chức này tham dự các cuộc họp của các Ủy ban liên quan, với khả năng của một cuộc họp tiếp theo trong lĩnh vực này;
- một phương pháp tổng hợp cho các vấn đề liên quan đến việc bảo vệ khỏi bị tra tấn và điều trị bệnh khác của phụ nữ và trẻ em, bằng sự tham gia của các tổ chức chuyên môn về các vấn đề này trong dự thảo báo cáo thay thế và trong các cuộc họp của các Ủy ban liên quan;
- phổ biến rộng hơn các báo cáo và các kết luận và khuyến nghị của các Ủy ban bằng tiếng Anh và bằng ngôn ngữ của các nước liên quan, thông qua việc xuất bản các báo cáo đã được đệ trình.

### Hỗ trợ pháp lý
Tổ chức Thế giới chống Tra tấn hỗ trợ các cá nhân và tổ chức muốn thách thức việc tra tấn trong các diễn đàn luật pháp quốc tế hợp pháp. Cơ chế khiếu nại có thể được sử dụng để đạt được một số mục tiêu khác nhau bao gồm:
- bảo vệ cho các nạn nhân hoặc người đang bị đe dọa;
- đạt được đền bù pháp lý và bồi thường thiệt hại cho các nạn nhân;
- gây áp lực lên các chính phủ để chấm dứt việc (người có tội trong việc tra tấn) không bị trừng phạt trong trường hợp cụ thể; và
- đạt được những thay đổi trong pháp luật và thực hành Nhà nước đã dẫn đến vi phạm nhân quyền nghiêm trọng.

Nhiều tổ chức chức phi chính phủ không nhận thức đầy đủ về cách sử dụng các thủ tục của Liên Hợp Quốc để hỗ trợ công việc của họ trong việc bảo vệ nạn nhân khỏi bị tra tấn. Tổ chức này hy vọng sẽ khuyến khích và hỗ trợ các tổ chức phi chính phủ đối tác đã tích cực trong cuộc đấu tranh chống tra tấn để trình bày các khiếu nại cá nhân và thông tin liên quan khác cho các Ủy ban chống tra tấn, Ủy ban nhân quyền, và Ủy ban về xóa bỏ phân biệt đối xử đối với phụ nữ (CEDAW).

### Hướng dẫn thực hành
Tổ chức Thế giới chống Tra tấn xuất bản sổ tay hướng dẫn thực hành về cơ chế thông thường quốc tế và khu vực liên quan đến tra tấn. Cuốn sổ tay này được hình thành như một công cụ để hành động. Nó đáp ứng nhu cầu thực tế của bất cứ ai sử dụng cơ chế quốc tế và các cơ quan để thách thức việc tra tấn.